# اوبر گابلهورن
اوبر گابلهورن (به لاتین: Ober Gabelhorn) یک کوه در سوئیس است که در کانتون وله واقع شده‌است. اوبر گابلهورن ۴٬۰۶۳ متر بالاتر از سطح دریا واقع شده‌است.